# Isla de la Juventud (gmina)
Isla de la Juventud − gmina specjalna wyróżniona w podziale administracyjnym Kuby. Jej stolicą jest Nueva Gerona. 